# Domaševo
Domaševo (en serbe cyrillique : Домашево) est un village de Bosnie-Herzégovine. Il est situé sur le territoire de la ville de Trebinje et dans la république serbe de Bosnie. Selon les premiers résultats du recensement bosnien de 2013, il compte 46 habitants.

## Géographie
Le village est entouré par les localités suivantes :
|                                                   | Krtinje (municipalité de Ljubinje) Mirilovići (municipalité de Bileća) |                                           |
| Krtinje (municipalité de Ljubinje) Bioci Bodiroge | Domaševo                                                               | Mirilovići (municipalité de Bileća) Morče |
|                                                   |                                                                        | Ždrijelovići                              |

## Histoire
Le village abrite plusieurs monuments classés ou en cours de classement. L'église Saint-Nicolas, une église orthodoxe serbe, remonte à la première moitié du XVe siècle ; avec 52 tombes situées dans son cimetière, elle est inscrite sur la liste des monuments nationaux de Bosnie-Herzégovine.
Trois autres ensembles sont inscrits sur une liste provisoire : les ruines de l'église Saint-Pierre, les ruines de l'église Saint-Georges et la nécropole de Musići qui abrite des stećci, un type particulier de tombes médiévales.

## Démographie

### Évolution historique de la population dans la localité
| 1948 | 1953 | 1961 | 1971 | 1981 | 1991 | 2013 |
| ---- | ---- | ---- | ---- | ---- | ---- | ---- |
| -    | -    | 175  | 157  | 143  | 88   | 46   |

|  |

### Répartition de la population par nationalités (1991)
En 1991, les 88 habitants du village étaient tous serbes.